# Octavian Paler
Octavian Paler (pronunciació en romanès: [oktaviˈan ˈpalər] o [ˈpaler]; 2 de juliol de 1926 - 7 de maig de 2007) va ser un escriptor, periodista, polític romanès a la Romania comunista i activista de la societat civil a la Romania posterior a 1989.

## Biografia
Octavian Paler va néixer a Lisa, comtat de Brașov. Va estudiar a l'escola secundària Spiru Haret de Bucarest. L'estiu de 1944, només una setmana abans de graduar-se 7è, es va veure obligat a abandonar l'escola a causa d'una discussió amb el seu oncle i el director de l'escola de Spiru Haret, George Șerban. Octavian Paler es va traslladar a l'escola secundària Radu Negru de Făgăraș, on va estudiar literatura per a l'examen final. Es va graduar l'any 1945 amb magna cum laude i resultats destacats en filosofia, llatí i grec. Va presentar l'examen final a Sibiu el mateix any.
Octavian Paler va estudiar Filosofia i Dret a la Universitat de Bucarest.
Va morir d'un atac de cor el 7 de maig de 2007 als 80 anys. Va ser enterrat amb honors militars al cementiri Sfânta Vineri de Bucarest.

## Activitat política
Paler va ser membre suplent del Comitè Central del Partit Comunista Romanès de 1974 a 1979 i membre de la Gran Assemblea Nacional per a la circumscripció de Vaslui de 1980 a 1985. No obstant això, va ser perseguit per l'agència dels serveis secrets romanesos, la Securitate, a causa de les seves opinions pro-occidentals i les seves crítiques al Partit Comunista Romanès, inclòs Nicolae Ceaușescu. No se li va permetre sortir de casa i va patir restriccions en la seva obra artística.
Després de la revolució romanesa i la caiguda de Ceaușescu el 1989, Paler va continuar la seva activitat anticomunista com a membre fundador del Grup de Diàleg Social (Grupul de Diàleg Social), juntament amb Ana Blandiana i Gabriel Liiceanu, entre d'altres. Durant els seus últims anys va ser un crític intens dels polítics i la política romanesos.

## Periodisme
La major part de la seva carrera es va produir durant el règim comunista, com a vicepresident del Comitè de Radiodifusió i TV de Romania de 1965 a 1970 i president del Consell de Periodistes de Romania el 1976. Va treballar com a redactor sènior a l'influent diari România Liberă de 1970 a 1983.
Després de 1989, Paler va rebre l'apreciació pública pel seu treball periodístic i activisme polític i va ser nomenat editor en cap de România Liberă. També va publicar amb Cotidianul i Ziua, i va fer aparicions a la televisió pública parlant de política i moral.

## Curiositats
Octavian Paler va ocupar el lloc 93 en una enquesta duta a terme per la televisió romanesa per trobar els «més grans romanesos de tots els temps» el 2006.